# 129327 Davehamara
129327 Davehamara este o planetă minoră (asteroid), cu un diametru de 4,43 km, din centura de asteroizi. A fost descoperită pe 10 octombrie 2005 la Catalina Station⁠(d) de Catalina Sky Survey. 
Obiectul prezintă o orbită caracterizată de o semiaxă mare de 2,6468249614294 UAi, o excentricitate de 0,21, o înclinație de 12,3 ° în raport cu ecliptica.